# 吉尔伽美什史诗
《吉爾伽美什史詩》（又譯為吉加美士史詩、吉加墨史詩、鳩格米西史詩）是來自美索不達米亞的文学作品，是已发现的最早英雄史诗。史诗所述的历史时期据信在公元前2700年至公元前2500年之间，比已知最早的写成文字的文学作品早200到400年。史诗主要讲述了苏美尔时代英雄吉尔伽美什的传说故事，並匯聚了两河流域的許多神話傳說，共有3,000多行。史诗所见的最早版本是用楔形文字刻在泥版之上。

## 历史
《吉尔伽美什史诗》在出现以来的2000年中有出现很多版本，包括了4种语言：阿卡德语、古巴比伦语、胡里安语和赫梯语。
它最早来源于苏美时期的第三乌尔王朝（公元前2150年—公元前2000年），以楔形文字写成，在后又流传发展至古巴比伦时期。公元前2000年早期出现了最早的阿卡德語版本。
1849年，英国考古学家奥斯丁·亨利·莱亚德和他的伊拉克助手霍姆茲德·拉薩姆在亚述古都尼尼微发现了亚述国王亚述巴尼拔的图书馆。在此后3年的挖掘中，他们发现了大量的刻有楔形文字的泥板，其中就包含有《吉尔伽美什史诗》。挖掘出的泥板被运回并保存到大英博物馆，等待学者们的研究。直到1872年，喬治·史密斯在这些泥板中发现了记载有大洪水故事的碎片，《吉尔伽美什史诗》才开始被人们所知，记载有史诗的泥板碎片随后相继被发现。史密斯所发现的史诗版本是在公元前1300年—公元前1000年时期由法师Sin-liqe-unninni编写完成的标准阿卡德版本，共11块泥版，计约3600行，史诗内容又为第12块泥板补全。一直到前600年《吉尔伽美什史诗》渐渐传到小亚细亚。其中12块泥板的版本成为历史研究的标准版。很大一部分泥板现存于柏林史前史和早期历史博物馆。
在20世纪初楔形文字得到破译后，史诗的文字被发现并由小碎片拼成。由于记录语言多，历史流传的版本不同和损坏原因使专家只能依靠对于古文字的经验和感觉。苏美尔学家塞缪尔·诺亚·克莱默第一个把苏美尔传说部分破译。
到1920年代，所有泥版已基本复原，译注也基本完成，不過後續仍陸續有一些新的章節被發現（如2016年發現的泥板敘述了過去未曾發現的關於胡姆巴巴與恩奇杜的友誼的章節）。

## 版本
由於已發現許多不同來源的《吉尔伽美什史诗》，目前已發現二個主要的版本：标准阿卡德版本（standard Akkadian version），以及古巴比倫語版本（Old Babylonian version）。目前也部份重建了五部有關吉尔伽美什的蘇美爾詩歌，有些伴隨著标准阿卡德版本某一部份的原始版本，有些則伴隨著不相關的內容。

### 标准阿卡德版本
标准阿卡德版本是在1853年由Hormuzd Rassam在亚述巴尼拔图书馆遗址所发现，所用的是一种用在文学用途上的阿卡德文方言。此版本是由Sin-liqe-unninni在西元前1300年至前1000年之间，從更早期的版本所編譯而來。
標準阿卡德版本的開頭文字（或抄本開端用語）和早期版本不同。較早期的是Surpassing all other kings，標準版的是He who saw the deep（ša nagba īmuru），其中的deep是指吉尔伽美什和大洪水中的英雄乌特纳匹什提姆會面，得到有關智慧之泉恩基的神秘知識。 吉尔伽美什得到了如何敬拜神、為何人類會死亡、成為好國王的條件以及如何有好的一生的知識。乌特纳匹什提姆的故事也有出現在巴比倫的阿特拉哈西斯史詩。
第一块泥版的第一行有引用在第11塊泥版的最後，有循環及終了的感覺。第12塊泥版是早期蘇美爾神話的後期拷貝，本身屬於前傳，是吉尔伽美什让恩奇杜从地下世界取得一些東西，他最後以靈體的方式返回，將地下世界的本質和吉尔伽美什連起來。其接續著第11塊泥版但是和其他塊的關聯性不大，可能是較晚期才加入的內容。

### 古巴比倫語版本
這版本的史詩，也稱為Surpassing all other kings，是由不同來源，不同保護狀態的泥版以及殘片組成的:101–26，其主要部份還有遺漏，少了七片泥版，其中也有許多的空白處。其目前保存的位置或是發現的位置來命名，分別是宾夕法尼亚泥版、耶鲁泥版、Philadelphia泥版、Nippur school泥版、Tell Harmal泥版、Ishchali泥版及Sippar泥版。

## 内容概要

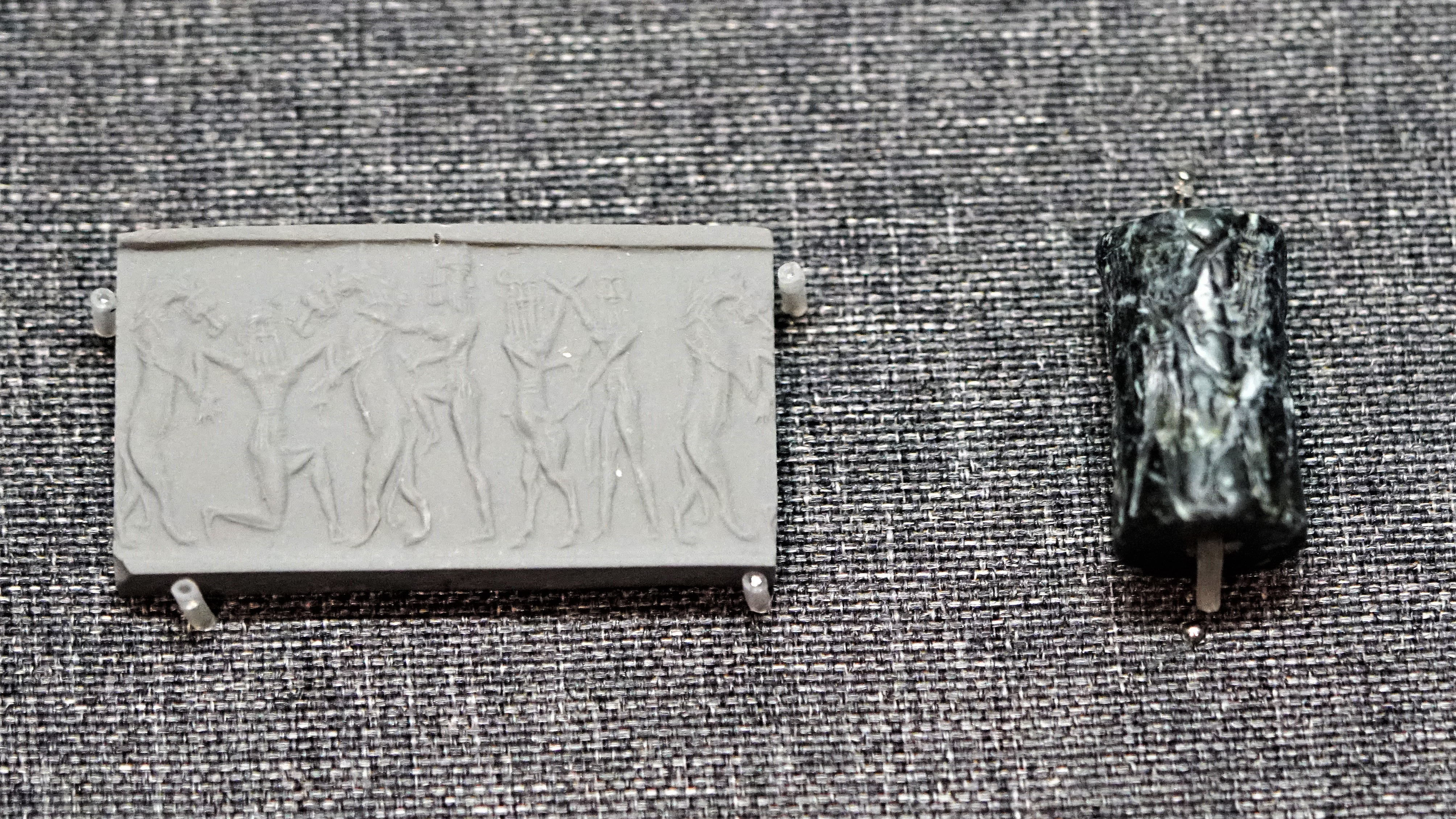
石制圆通印章，约公元前2200年，能在黏土上滚动印出图案，有研究者认为这描绘的是吉尔伽美什的故事

《吉尔伽美什史诗》围绕乌鲁克半人半神的国王吉尔伽美什和他的朋友-曾與野獸為伴的泥人恩奇杜的之间的友谊故事展开。大致可分为四个部分。
- 第一部分讲述了半人半神的吉尔伽美什是乌鲁克的君主，但暴虐无道。他的人民只能求助于诸神。创造女神阿鲁鲁（Aruru）便制造了恩奇杜。在神妓（Shamhat）的诱导之下来到，恩奇杜与吉尔伽美什大战一场，英雄相惜，结为好友。
- 第二部分讲述了吉尔伽美什和恩奇杜在日神沙玛什帮助下打败衫树林怪兽胡姆巴巴。女神伊絲塔为吉尔伽美什的魅力所倾倒向他求爱被拒绝，於是以死威胁其父神安努派出带来旱灾的天牛[10]下凡复仇，被两人杀死。吉尔伽美什和恩奇杜成为众人拥戴的英雄。
- 第三部分讲述了恩奇杜梦见他因为杀死胡姆巴巴和天牛被众神惩罚，病重而死。吉尔伽美什受到触动开始了艰难跋涉，向烏特納匹什提姆──大洪水唯一生还者和永生者探索生死奥秘。他趁着黑夜翻过通向太阳的马什山，不顾半蝎人帕比尔萨格的阻拦，在用尽了120根船桨以后终于渡过死亡之海来到目的地。乌特纳比西丁接待了他但并未直接解答生与死的疑问，而是让他经过六天七夜不睡觉的试炼。吉尔伽美什没有成功，但是由于乌特纳比西丁妻子善心，他去海底得到了永生之草，但不幸被蛇偷吃。吉尔伽美什只得返回乌鲁克。
- 第四部分是吉尔伽美什通过沙马什创造的生死通道与恩奇杜对话，恩奇杜向他描述了死后世界的阴暗悲惨。

## 和文学作品的關係

### 和聖經的關係
在舊約聖經中能找到與吉尔伽美什史诗裡的許多場景、人物及情節類似的內容，尤其是伊甸園的記錄、傳道書的勸告、以及創世記的洪水敘述。

#### 伊甸園
學者長久以來都認可恩奇杜（Enkidu）／神妓（Shamhat）和創世記中亞當／夏娃的平行關係。兩個男人都是神用泥土所造、都和動物一起住在自然環境中，後來都認識了女人，女人也都試探了他們。他們都接受了女人的食物、遮蓋其裸體，並且要離開他們原先住的環境，不能再回來。在史詩中有出現蛇從英雄那裡偷了永生樹，這是另一個類似的地方。

#### 傳道書的勸告
許多學者認為傳道書的作者直接借用了西杜里的建議。
傳道書4:12有一句話提到「三股合成的繩子不容易折斷」，而在乔治2020年版《吉尔伽美什史诗》第五块泥板中，也有“三股绳，拧一起，欲断之，谈何易。”等相似的语句。

#### 創世記的洪水敘述
史詩中比較著名的一段内容是水神伊亞阻止眾神之王恩尼爾用洪水毀滅人類，並建立方舟載運動物和人的故事。而舊約聖經《創世記》也有諾亞方舟的敘述
安德魯·R·喬治認為創世記的洪水敘述和吉尔伽美什史诗中的內容很接近，因此「幾乎無疑地」是源自美索不達米亞的記錄。拉比學者
羅伯特·韋克斯勒在2001年代表猶太人保守主義運動發表的托拉（Torah）評論中提到：「最可能的假設是創世紀及吉尔伽美什史诗都引用了當時美索不達米亞的洪水傳統，之後在重建故事上出現了不同之處。」朱蘇德拉、烏特納匹什提姆及挪亞是古代近東和洪水傳統有關，源自蘇美爾人、阿卡德人以及聖經傳統的英雄人物。

### 對荷馬史詩的影響
很多学者认为荷马的两部史诗都深受《吉尔伽美什史詩》的影响。